# Moe Dalitz
Morris Barney Dalitz connu sous le nom de Moe Dalitz, était un mafieux américain de la Yiddish Connection. Il est né le 25 décembre 1899 à Boston, et est mort le 31 août 1989 à Las Vegas.

## Biographie

### Début de carrière criminelle
Né à Boston, dans le Massachusetts et a grandi dans le Michigan, Dalitz a travaillé dans l'entreprise de lavage de sa famille, mais il a commencé sa carrière en contrebande lorsque la Prohibition a commencé en 1919, et a profité de son accès aux camions de lavage de l'entreprise familiale. Il était membre d'un groupe de gangsters juifs américains appelé le Syndicat de Cleveland, et connus pour leur violences criminelles, avec des partenaires comme Louis "Lou Roddy" Rothkopf, Leo "Charles Polizzi" Berkowitz, Morris Kleinman et Sam Tucker, principalement entre Cleveland, Ohio, Détroit et dans le Michigan à l'époque de la Prohibition.
Il a plus tard fusionné son groupe avec les principaux dirigeants de la pègre de la Murray Hill et de Mayfield Road, comme avec les frères Fred "Freddy King" et John "Johnny King" Angersola, Alfred "La Chouette" Polizzi et les frères Frank et Anthony Milano, pour former la principale organisation de pègre à Cleveland. Lors de la conversion de ses bénéfices dans des entreprises légitimes, il est aussi propriétaire de plusieurs casinos illégaux à Cleveland.

### Les casinos de Las Vegas
Ses investissements à Las Vegas a commencé dans les années 1940 avec le Desert Inn lorsque le constructeur d'origine, Wilbur Clark, était court d'argent, et Dalitz a repris la construction. Lors de son ouverture en 1950, Clark est resté le visage public et leader de l'hôtel, tandis que Dalitz est tranquillement resté en arrière-plan comme le véritable propriétaire. Il a également entretenu le Stardust Resort & Casino pour un certain temps après la mort de Tony Cornero. Dalitz est propriétaire du Desert Inn jusqu'en 1967, quand il l'a vendu à l'homme d'affaires Howard Hughes. Depuis qu'il avait été sous la pression constante des forces de l'ordre pendant de nombreuses années. Dalitz avait des liens à la fois avec Jimmy Hoffa et Lew Wasserman du MCA, qui étaient tous deux l'objet d'enquêtes criminelles et anti-trust étendues dans les années 1960. Hoffa avait témoigné de sa relation de longue date avec Dalitz à travers la représentation syndicale du crime. Wasserman avait d'abord travaillé dans un club appartenant à Cleveland à Dalitz et ses associés.
Moe Dalitz était aussi un ami de longue date de Meyer Lansky, l'un des principaux architectes de la criminalité organisée moderne. Pour le FBI, Dalitz a joué un rôle essentiel dans l'organisation puissante de Lansky. Parmi l'organisation il y avait, Sam Cohen, Vincent "Jimmy Blue Eyes" Alo, Harry "Nig" Rosen (aka Harry Stromberg), Doc Stacher, Dino Cellini, Yiddy Bloom, Bugsy Siegel et John Pullman.

### Carrière post Las Vegas
Dans les années 1970, Dalitz a déposé une plainte en diffamation contre le magazine Penthouse pour un article écrit par Lowell Bergman.
Dalitz était un associé du sénateur du Nevada Paul Laxalt, et a offert des dizaines de milliers de dollars pour ses campagnes.
Le dernier casino dont Dalitz était propriétaire était le Sundance Hôtel Casino, rebaptisé par la suite Fitzgerald qui appartient actuellement à Don Barden.
Dalitz a construit le Las Vegas Country Club, un Hôpital et un centre Medical, et de nombreuses autres institutions importantes à Las Vegas. Il était un donateur fréquent de la bibliothèque publique de Las Vegas.
Il comptait parmi ses fréquents visiteurs dans ses dernières années, des personnalités bien connues comme Barbara Walters, Harry Reid, Suzanne Somers, Wayne Newton, Buddy Hackett, et Frank Sinatra. Dalitz était fier d'aider des artistes comme Sinatra pour qu'ils obtiennent leurs premiers grands rôles dans le show business.
Dalitz continué d'être actif dans la communauté de Las Vegas, il est resté dans son appartement au Regency Towers. Quand il mourut, en 1989, de nombreuses organisations ont reçu des dons importants qu'il a laissé dans son testament.